# Lac-Guindon
Pour les articles homonymes, voir Guindon.
Lac-Guindon  est le nom d'un centre de villégiature de la région des Laurentides (Québec) appartenant à la municipalité de Sainte-Anne-des-Lacs, et l'ancien nom du bureau de poste (renommé Sainte-Anne-des-Lacs) de la même municipalité.
Le lac Guindon (sans trait d'union) (45° 52' 03" 74° 06' 54") a donné son nom au bureau de poste et au centre de villégiature.